# Фукс, Олег Валерьянович
Олег Валерьянович Фукс (16 октября 1948 — 17 марта 2021) — советский регбист, советский и российский регбийный тренер, заслуженный тренер Узбекистана. Основоположник регби в Узбекистане, воспитавший сильнейших игроков Узбекской ССР.

## Биография
Как игрок выступал за неоднократного чемпиона Узбекской ССР и участника чемпионатов СССР команду Ташкентского политехнического института (ТашПИ). После завершения игровой карьеры работал тренером клубов «Звезда» (Ташкент) и «Вест-Звезда» (Калининград). Позже был тренером-преподавателем МОУ ДОД ДЮСШ Щёлковского муниципального района по регби, готовил будущих игроков монинского клуба «ВВА-Подмосковье». Среди его известных воспитанников — Денис Кукишев («Стрела»), Александр Гудок («Локомотив-Пенза») и Артём Марченко («ВВА-Подмосковье»).

## Награды
- Заслуженный тренер Узбекистана (Узбекской ССР)[5]
- Отличник физической культуры и спорта[5]